# Красный Шар
Кра́сный Шар — деревня в Тюкалинском районе Омской области. Входит в состав Сажинского сельского поселения.

## История
Основана в 1921 году. В 1928 году выселок состоял из 8 хозяйств, основное население — русские. В административном отношении находился в составе Сажинского сельсовета Тюкалинского района Омского округа Сибирского края.

## Население
| 1926 | 2010 |
| ---- | ---- |
| 36   | ↗99  |

## Улицы
В деревне имеется одна улица — Центральная.